# Папафотис, Василиос
Василиос Папафотис (греч. Βασίλειος Παπαφώτης; 10 августа 1995, Никосия, Кипр) — кипрский футболист, полузащитник клуба «Докса» и сборной Кипра.

## Биография

### Клубная карьера
Профессиональную карьеру начал в клубе АПОЭЛ, за который дебютировал в чемпионате Кипра 22 декабря 2013 года, выйдя на замену в матче с клубом «Эносис». В сезоне 2017/18 был отдан в аренду в другой клуб высшей лиги «Докса», за который провёл 30 матчей и забил 4 гола. После окончания аренды подписал с «Доксой» полноценный контракт.

### Карьера в сборной
Впервые был вызван в сборную Кипра в августе 2017 года на матчи отборочного турнира чемпионата мира 2018 против сборных Боснии и Герцеговины и Эстонии, однако на поле не вышел. Дебютировал за национальную команду 23 марта 2018 года в товарищеском матче со сборной Черногории, в котором вышел на замену на 85-й минуте вместо Пиероса Сотириу. В том же году принял участие в одном из матчей Лиги наций УЕФА.

## Достижения
АПОЭЛ
- Чемпион Кипра (4): 2013/2014, 2014/2015, 2015/2016, 2016/2017
- Обладатель Кубка Кипра (2): 2013/2014, 2014/2015